# 伍拉德山
伍拉德山（英語：Mount Woollard），是南極洲的山峰，位於埃爾斯沃思地，屬於埃爾斯沃思山脈中赫里蒂奇嶺的一部分，海拔高度2,675米，現時由南極條約體系管理。